# Hauteville (Savoie)
Pour les articles homonymes, voir Hauteville.
Hauteville est une commune française située dans le département de la Savoie, en région Auvergne-Rhône-Alpes.

## Géographie

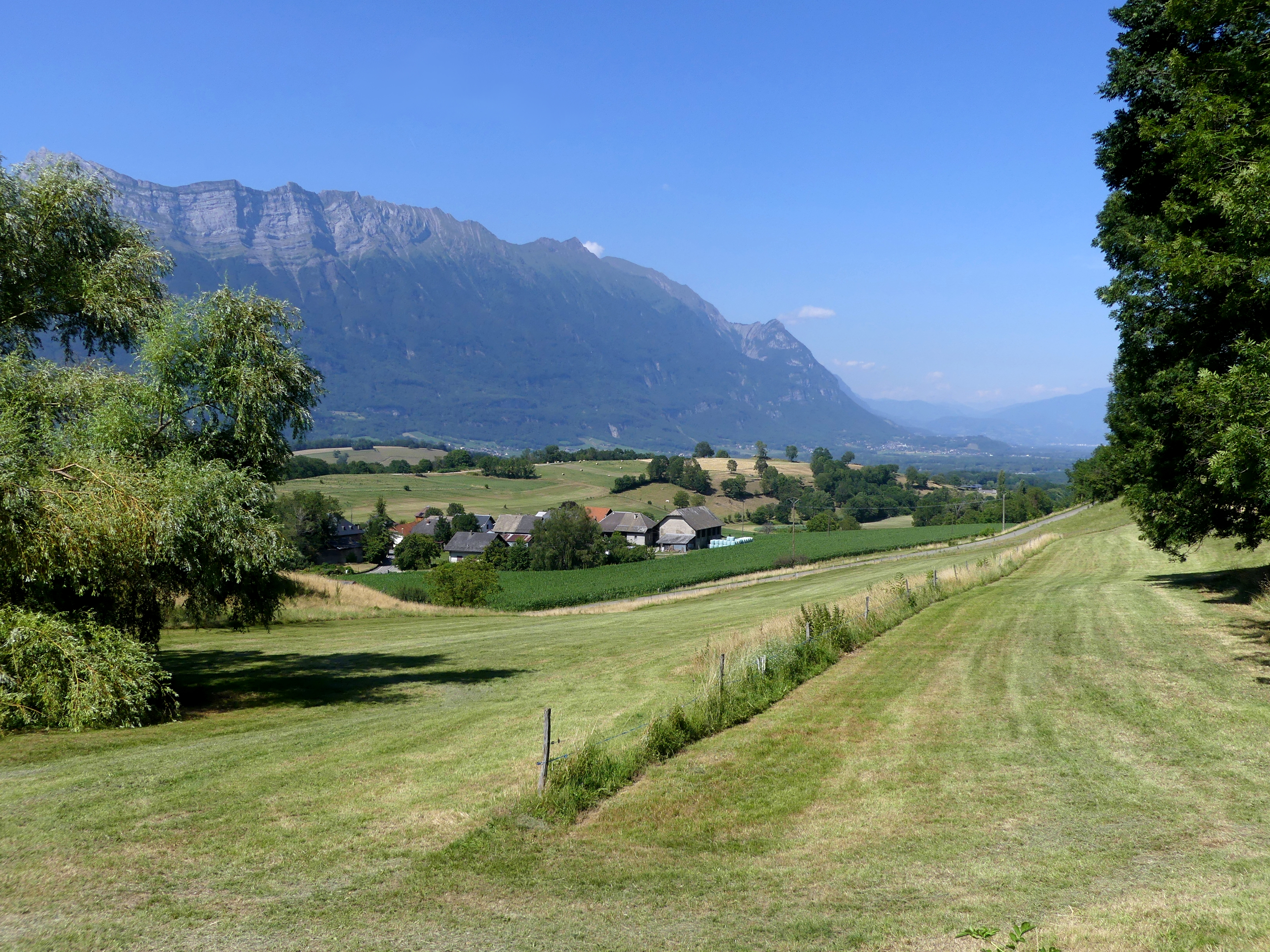
Hauteville dans la combe de Savoie.

La commune d'Hauteville est située dans la combe de Savoie en surplomb du val Coisin et de la rive gauche de l'Isère au nord-ouest et du val Gelon au sud-est, à 35 kilomètres à l'est de Chambéry et à 30 km au sud-ouest d'Albertville.
D'une superficie de 2,45 km2 (245 hectares), l'altitude minimale de la commune est de 300 mètres sur les rives du Coisin et l'altitude maximale de 640 m à Bois-Bollon sur la partie nord de la crête du Montraillant, colline bordière de Belledonne. Le chef-lieu est situé à environ 450 m d'altitude.
Hauteville n'est traversée par aucune axe de communication majeur mais uniquement par la route départementale 202 longeant la face nord du Montraillant entre La Chapelle-Blanche et Châteauneuf. L'autoroute A43 passe au nord de la commune en rive gauche de l'Isère où se situe la bretelle n° 23 « Saint-Pierre-d'Albigny ». La ligne de chemin de fer circule en rive droite de l'Isère jusqu'à Chamousset et dessert la commune par ses gares de Saint-Pierre-d'Albigny et de Chamousset.

### Communes limitrophes

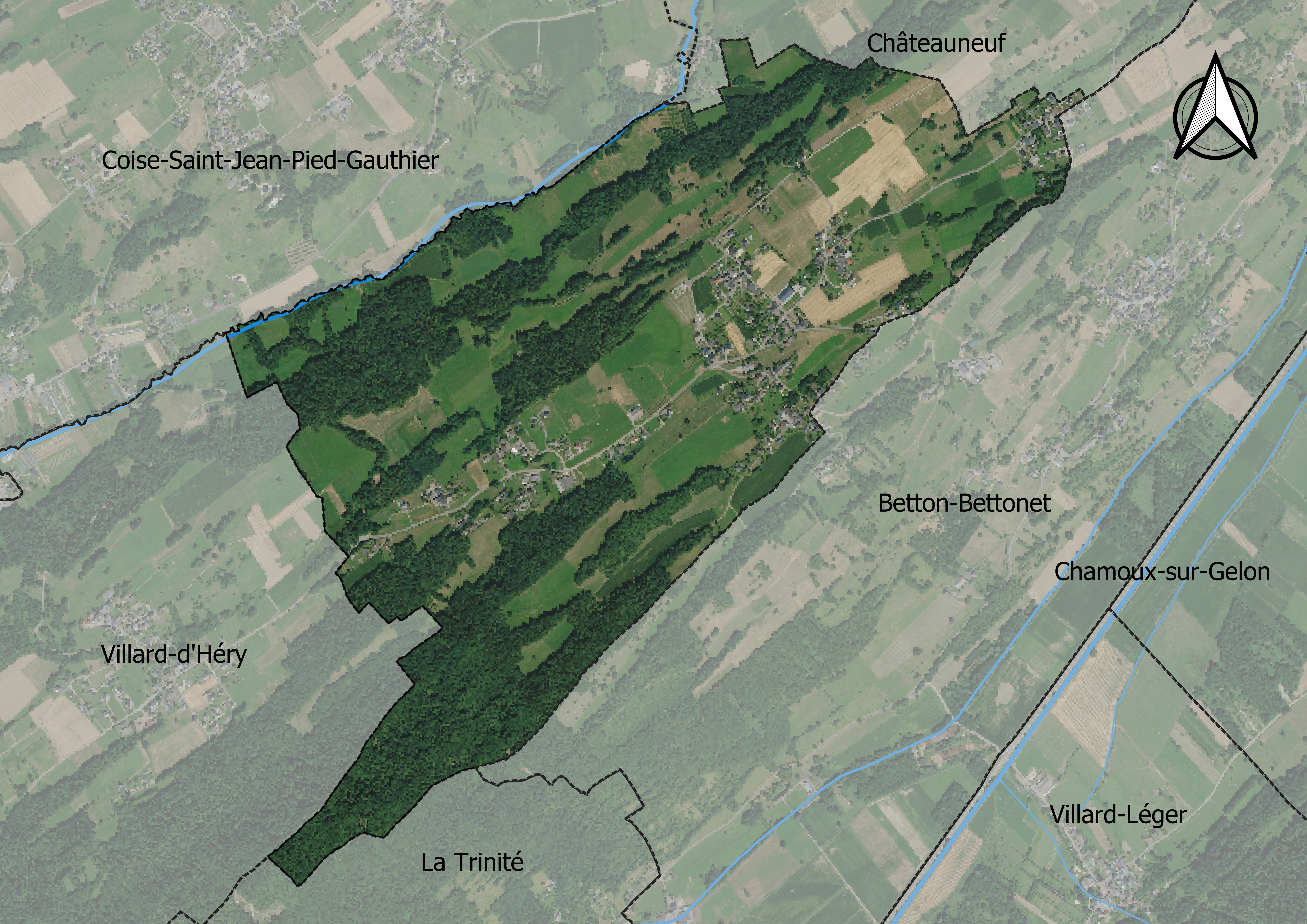
Communes limitrophes d'Hauteville.

Hauteville est limitrophe de cinq communes que sont Coise-Saint-Jean-Pied-Gauthier, Châteauneuf, Betton-Bettonet, La Trinité et Villard-d'Héry. Elle partage sa principale limite avec Betton-Bettonet au sud et au sud-est.
| Coise-Saint-Jean-Pied-Gauthier | Coise-Saint-Jean-Pied-Gauthier / Châteauneuf | Châteauneuf     |
| Villard-d'Héry                 | Hauteville                                   | Betton-Bettonet |
| La Trinité                     | Betton-Bettonet                              | Betton-Bettonet |

### Climat
Pour des articles plus généraux, voir Climat d'Auvergne-Rhône-Alpes et Climat de la Savoie.
En 2010, le climat de la commune est de type climat des marges montargnardes, selon une étude du Centre national de la recherche scientifique s'appuyant sur une série de données couvrant la période 1971-2000. En 2020, Météo-France publie une typologie des climats de la France métropolitaine dans laquelle la commune est exposée à un climat de montagne ou de marges de montagne et est dans la région climatique Alpes du nord, caractérisée par une pluviométrie annuelle de 1 200 à 1 500 mm, irrégulièrement répartie en été.
Pour la période 1971-2000, la température annuelle moyenne est de 10,8 °C, avec une amplitude thermique annuelle de 18,4 °C. Le cumul annuel moyen de précipitations est de 1 358 mm, avec 9,7 jours de précipitations en janvier et 8,3 jours en juillet. Pour la période 1991-2020, la température moyenne annuelle observée sur la station météorologique de Météo-France la plus proche, « Saint-Pierre de Soucy », sur la commune de Saint-Pierre-de-Soucy à 6 km à vol d'oiseau, est de 11,5 °C et le cumul annuel moyen de précipitations est de 1 122,4 mm,. Pour l'avenir, les paramètres climatiques de la commune estimés pour 2050 selon différents scénarios d'émission de gaz à effet de serre sont consultables sur un site dédié publié par Météo-France en novembre 2022.

## Urbanisme

### Typologie
Au 1er janvier 2024, Hauteville est catégorisée commune rurale à habitat dispersé, selon la nouvelle grille communale de densité à sept niveaux définie par l'Insee en 2022.
Elle est située hors unité urbaine. Par ailleurs la commune fait partie de l'aire d'attraction de Chambéry, dont elle est une commune de la couronne,. Cette aire, qui regroupe 115 communes, est catégorisée dans les aires de 200 000 à moins de 700 000 habitants,.

### Occupation des sols
L'occupation des sols de la commune, telle qu'elle ressort de la base de données européenne d’occupation biophysique des sols Corine Land Cover (CLC), est marquée par l'importance des territoires agricoles (53,9 % en 2018), en diminution par rapport à 1990 (64,1 %). La répartition détaillée en 2018 est la suivante : 
zones agricoles hétérogènes (53,9 %), forêts (35,9 %), zones urbanisées (10,2 %). L'évolution de l’occupation des sols de la commune et de ses infrastructures peut être observée sur les différentes représentations cartographiques du territoire : la carte de Cassini (XVIIIe siècle), la carte d'état-major (1820-1866) et les cartes ou photos aériennes de l'IGN pour la période actuelle (1950 à aujourd'hui).

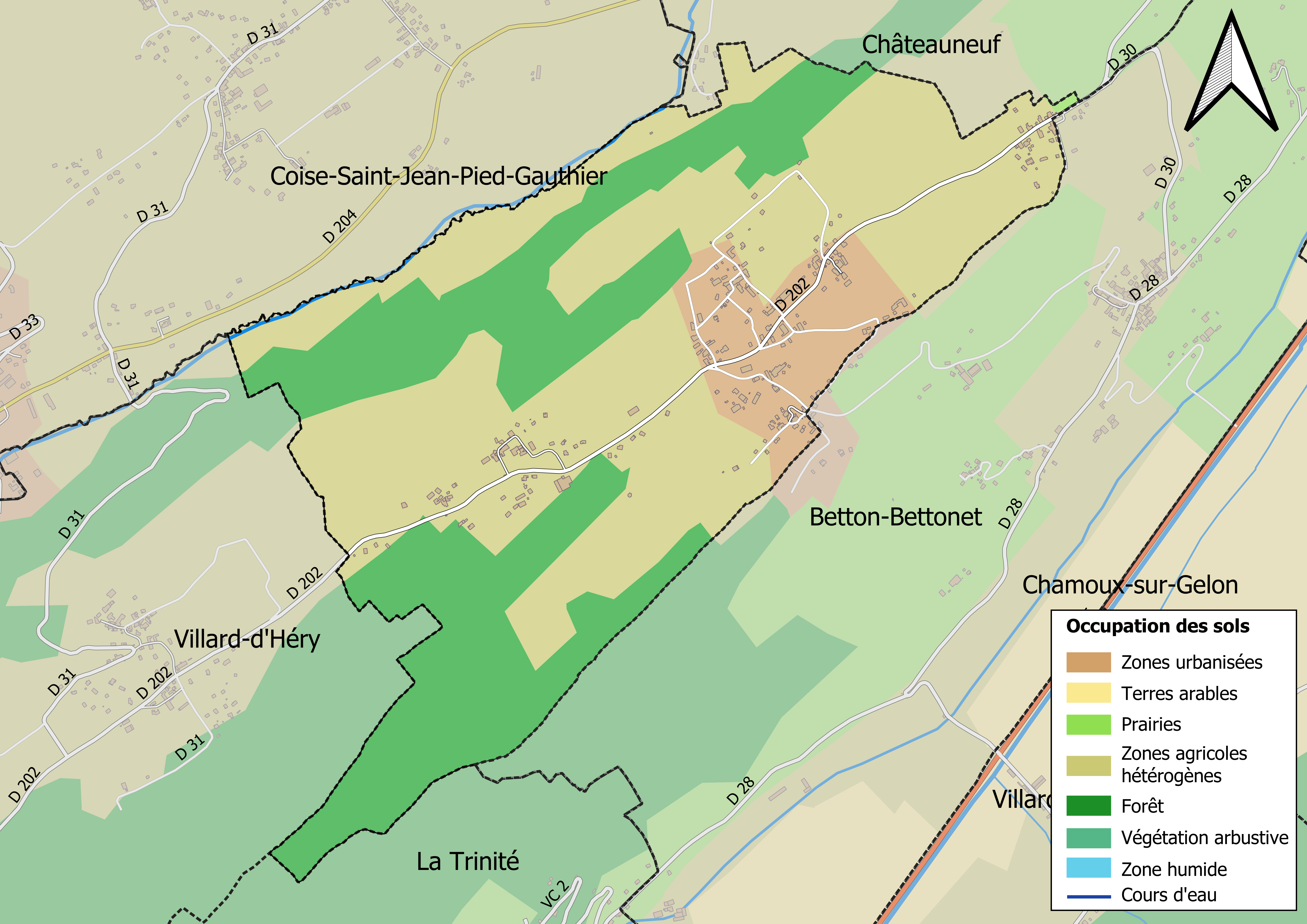
Carte des infrastructures et de l'occupation des sols de la commune en 2018 (CLC).

## Toponymie
En francoprovençal, le nom de la commune s'écrit Otavela, selon la graphie de Conflans.  En 1170, l'église d'Hauteville est mentionnée en tant que « eglesia de Altavilla ».

## Politique et administration

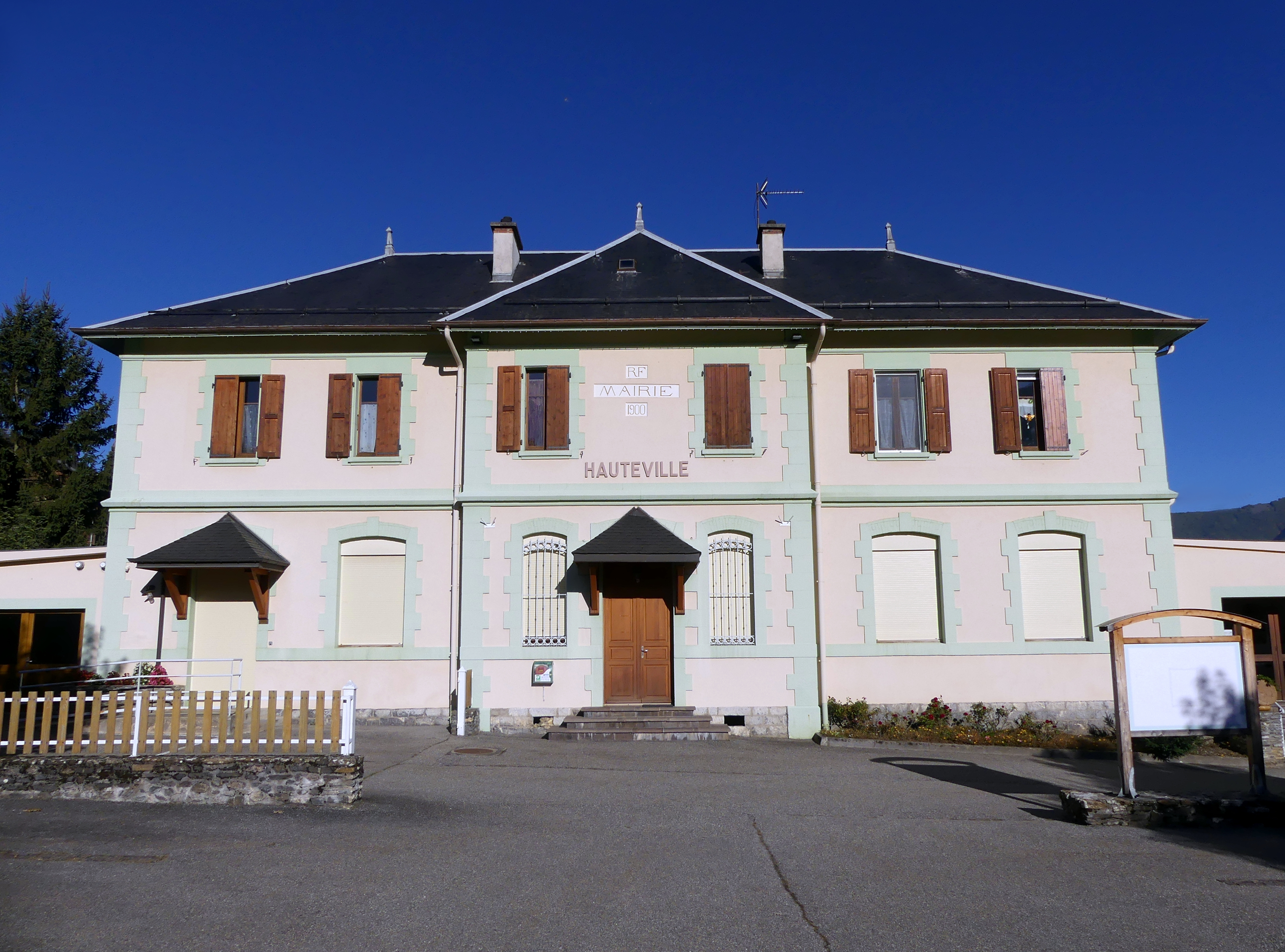
Mairie d'Hauteville.

La commune est membre de la Communauté de communes Cœur de Savoie. Elle appartient au Territoire du Cœur de Savoie, qui regroupe une quarantaine de communes de la Combe de Savoie et du Val Gelon.

### Liste des maires
| Période                                  | Période                        | Identité    | Étiquette | Qualité |
| ---------------------------------------- | ------------------------------ | ----------- | --------- | ------- |
| Les données manquantes sont à compléter. |                                |             |           |         |
| mars 2001                                | En cours (au 1er juillet 2020) | Marc Girard | ...       | ...     |

### Jumelages
- Altavilla Monferrato (Italie) depuis 2000[14].

## Démographie
L'évolution du nombre d'habitants est connue à travers les recensements de la population effectués dans la commune depuis 1793. Pour les communes de moins de 10 000 habitants, une enquête de recensement portant sur toute la population est réalisée tous les cinq ans, les populations de référence des années intermédiaires étant quant à elles estimées par interpolation ou extrapolation. Pour la commune, le premier recensement exhaustif entrant dans le cadre du nouveau dispositif a été réalisé en 2007.

En 2022, la commune comptait 350 habitants, en évolution de +0,29 % par rapport à 2016 (Savoie : +3,63 %, France hors Mayotte : +2,11 %).
| 1793 | 1800 | 1806 | 1822 | 1838 | 1848 | 1858 | 1861 | 1866 |
| ---- | ---- | ---- | ---- | ---- | ---- | ---- | ---- | ---- |
| 326  | 309  | 364  | 404  | 456  | 506  | 415  | 416  | 452  |

| 1872 | 1876 | 1881 | 1886 | 1891 | 1896 | 1901 | 1906 | 1911 |
| ---- | ---- | ---- | ---- | ---- | ---- | ---- | ---- | ---- |
| 395  | 383  | 445  | 378  | 402  | 413  | 378  | 326  | 305  |

| 1921 | 1926 | 1931 | 1936 | 1946 | 1954 | 1962 | 1968 | 1975 |
| ---- | ---- | ---- | ---- | ---- | ---- | ---- | ---- | ---- |
| 290  | 262  | 259  | 231  | 214  | 258  | 200  | 209  | 200  |

| 1982 | 1990 | 1999 | 2006 | 2007 | 2012 | 2017 | 2022 | - |
| ---- | ---- | ---- | ---- | ---- | ---- | ---- | ---- | - |
| 187  | 187  | 233  | 292  | 300  | 340  | 352  | 350  | - |

## Économie
Le commune fait partiellement partie de l'aire géographique de production et transformation du « Bois de Chartreuse », la première AOC de la filière Bois en France,.

## Culture locale et patrimoine

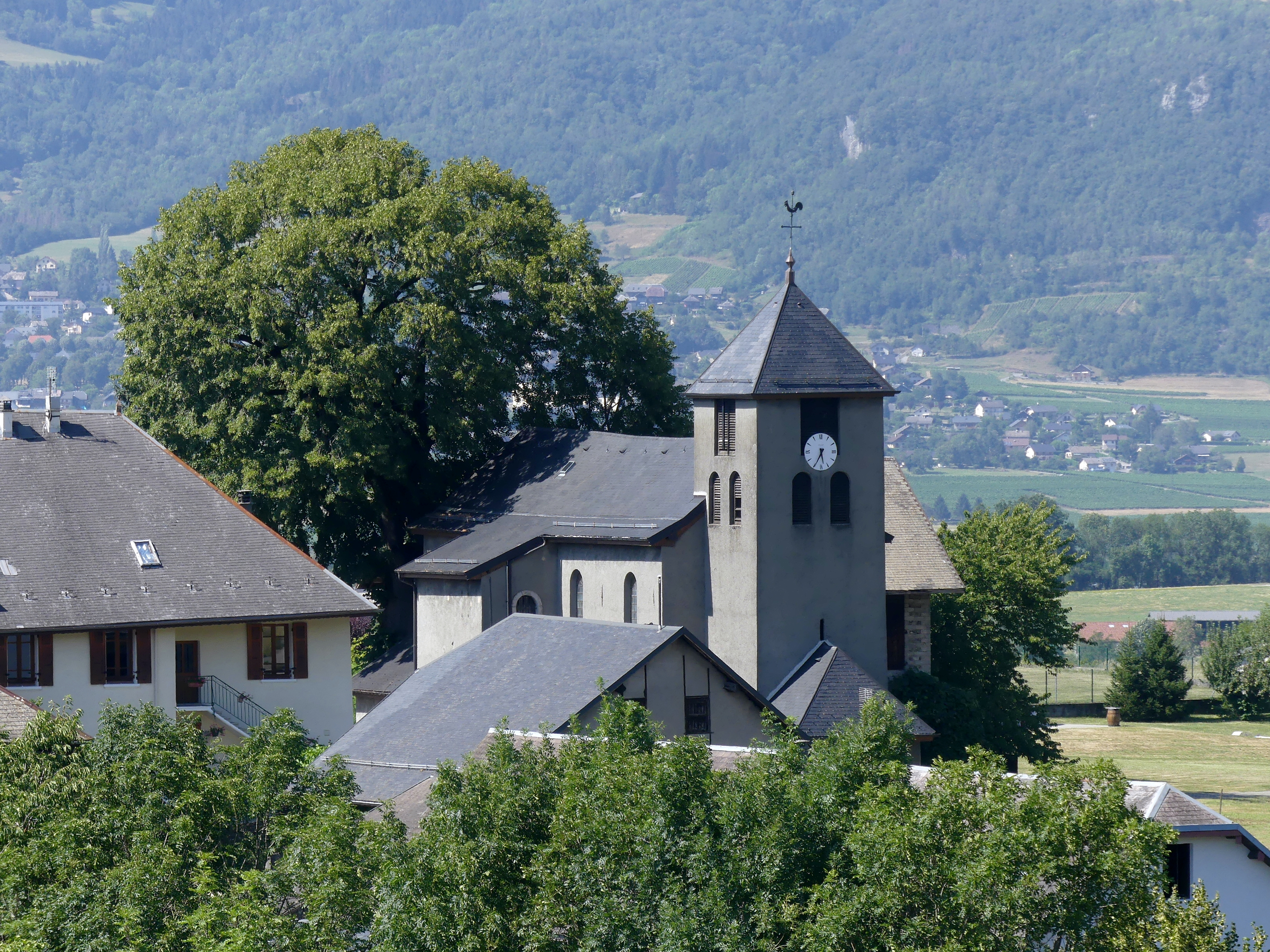
Église Sainte-Madeleine d'Hauteville.

### Lieux et monuments
- Maison forte d'Hauteville, dite « tour des Évêques » (XIVe siècle, très restaurée) ;
- Chapelle Saint-Bonaventure (XVIe siècle).
- Église Sainte-Madeleine d'Hauteville (XVIIe siècle) ;

### Personnalités liées à la commune
- Famille Péret de Hauteville, famille bourgeoise, anoblie au XVIIe siècle et subsistante .

### Héraldique
| Blason de Hauteville (Savoie) | Fascé de pourpre et d'or, au sautoir d'argent brochant sur le tout. |